# Hormon wzrostu

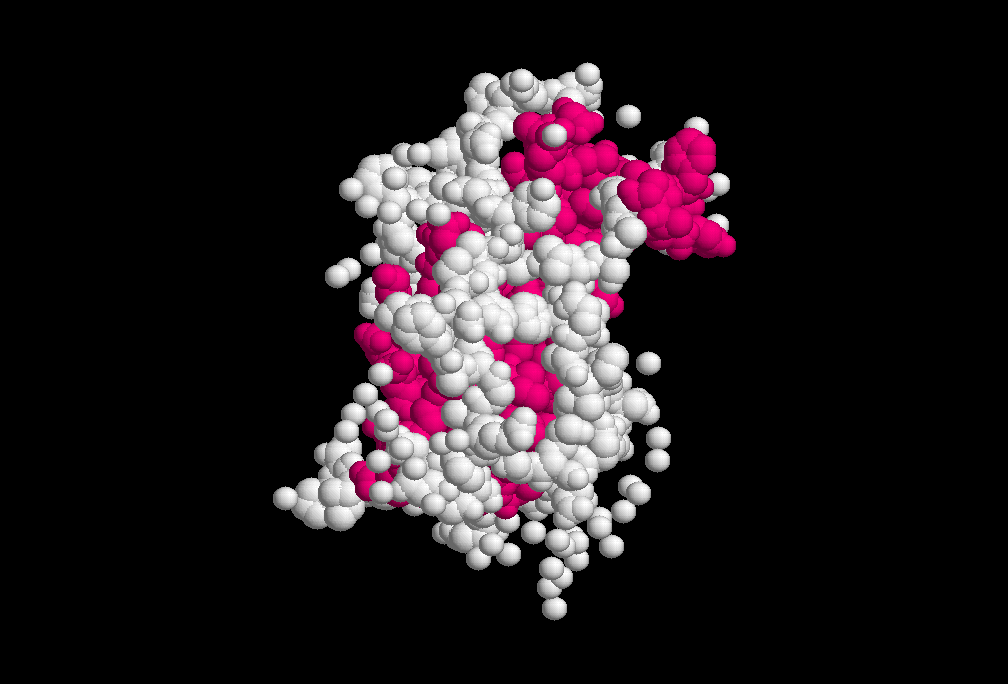
Model przestrzenny hormonu wzrostu

Hormon wzrostu, GH (od ang. growth hormone), somatotropina, hormon somatotropowy, STH (od ang. somatotropic hormone) – hormon polipeptydowy produkowany przez komórki kwasochłonne przedniego płata przysadki mózgowej. Wydzielanie hormonu wzrostu odbywa się pulsacyjnie, a częstotliwość i intensywność impulsów zależy od wieku i płci.

## Gen i białko
Geny kodujące strukturę hormonu wzrostu znajdują się u człowieka na długim ramieniu chromosomu 17 w powiązaniu z genami laktogenu łożyskowego. Ludzki hormon wzrostu (hGH lub HGH, od ang. human growth hormone) jest białkiem złożonym ze 191 reszt aminokwasowych, zawierającym dwa mostki dwusiarczkowe, i różni się budową chemiczną od tego hormonu u innych gatunków.

## Regulacja wydzielania
Wydzielanie hormonu wzrostu jest pobudzane przez somatoliberynę, a hamowane przez somatostatynę.

## Działanie
Hormon wzrostu stymuluje, między innymi, wytwarzanie peptydów pośredniczących – somatomedyn, zwanych również insulinopodobnymi czynnikami wzrostu (IGF-1 i IGF-2) – w wątrobie i, być może, także w innych tkankach. Głównym działaniem tego hormonu, w którym pośredniczą somatomedyny, jest pobudzanie przyrostu masy ciała i wzrastania, będące wynikiem stymulacji chondrogenezy i osteogenezy w chrząstkach wzrostowych kości. Hormon wzrostu (bez udziału somatomedyn) wpływa na gospodarkę węglowodanową, indukując glikogenolizę i zwiększając uwalnianie glukozy z wątroby. Przedłużone stosowanie hormonu wzrostu przyśpiesza wydzielanie insuliny przez wyspy trzustkowe. Hormon wzrostu, działając na tkankę tłuszczową, zwiększa lipolizę i zmniejsza lipogenezę, podwyższając przez to stężenie wolnych kwasów tłuszczowych w osoczu.

## Rola w patologii
U człowieka nieprawidłowo wysokie wydzielanie hormonu wzrostu prowadzi do wystąpienia:
- gigantyzmu, gdy ma ono miejsce przed zakończeniem wzrostu kośćca
- akromegalii u osób dorosłych.

Brak lub niedobór wydzielania hormonu wzrostu u dzieci prowadzi do karłowatości przysadkowej.

## Hormon wzrostu jako lek
Substytucyjne podawanie ludzkiego hormonu wzrostu stosuje się w leczeniu karłowatości pochodzenia przysadkowego, a także w zespołach genetycznie uwarunkowanej niskorosłości, na przykład w zespole Turnera lub zespole Pradera-Willego. Powikłaniem stosowania terapii hormonem wzrostu może być łagodne nadciśnienie śródczaszkowe.